# Puchar Świata w narciarstwie szybkim 2017
Puchar Świata w narciarstwie szybkim 2017 rozpoczął się 5 marca 2017 r. w kanadyjskim Sun Peaks, a zakończył się 9 kwietnia 2017 r. w andorskiej Grandvalirze.
Puchar Świata odbył się w 3 krajach i 3 miastach na 2 kontynentach.
Obrońcami Kryształowej Kuli w kategorii S1 byli Włosi Simone Origone wśród mężczyzn oraz jego rodaczka Valentina Greggio wśród kobiet. W tym roku u mężczyzn triumfował Francuz Bastien Montes natomiast Valentina Greggio obroniła tytuł wśród kobiet.
W kategorii SDH zwyciężył Szwajcar Gregory Meichtry, natomiast wśród kobiet najlepsza była Francuzka Clea Martinez. W SDHJ u panów najlepszy był Francuz Ugo Portal, a u kobiet była to Szwedka Mathilda Persson.

## Kalendarz i wyniki Pucharu Świata

### Mężczyźni

#### Kategoria S1 (Speed One)
| Lp.                                                     | Data            | Miejscowość | 1. Miejsce            | 2. Miejsce            | 3. Miejsce            |
| ------------------------------------------------------- | --------------- | ----------- | --------------------- | --------------------- | --------------------- |
| 1.                                                      | 6 marca 2017    | Sun Peaks   | Ivan Origone          | Bastien Montes        | Manuel Kramer         |
| 2.                                                      | 7 marca 2017    | Sun Peaks   | Manuel Kramer         | Simone Origone        | Bastien Montes        |
| 3.                                                      | 8 marca 2017    | Sun Peaks   | Zawody się nie odbyły | Zawody się nie odbyły | Zawody się nie odbyły |
| 4.                                                      | 23 marca 2017   | Idre        | Bastien Montes        | Manuel Kramer         | Christian Jansson     |
| 24 marca – 26 marca 2017 Mistrzostwa Świata 2017 – Idre |                 |             |                       |                       |                       |
| 5.                                                      | 7 kwietnia 2017 | Grandvalira | Philippe May          | Bastien Montes        | Simone Origone        |
| 6.                                                      | 8 kwietnia 2017 | Grandvalira | Klaus Schrottshammer  | Simone Origone        | Ivan Origone          |
| 7.                                                      | 9 kwietnia 2017 | Grandvalira | Klaus Schrottshammer  | Simone Origone        | Manuel Kramer         |

#### Kategoria SDH (Speed Downhill)
| Lp. | Data            | Miejscowość | 1. Miejsce            | 2. Miejsce            | 3. Miejsce            |
| --- | --------------- | ----------- | --------------------- | --------------------- | --------------------- |
| 1.  | 6 marca 2017    | Sun Peaks   | Tawny Wagstaff        | Drew Quenn            | Lars Beskow           |
| 2.  | 7 marca 2017    | Sun Peaks   | Michel Goumoens       | Lars Beskow           | Drew Quenn            |
| 3.  | 8 marca 2017    | Sun Peaks   | Zawody się nie odbyły | Zawody się nie odbyły | Zawody się nie odbyły |
| 4.  | 23 marca 2017   | Idre        | Gregory Meichtry      | Marc Amann            | Daniel Persson        |
| 5.  | 7 kwietnia 2017 | Grandvalira | Gregory Meichtry      | Marc Amann            | Daniel Schöll         |
| 6.  | 8 kwietnia 2017 | Grandvalira | Gregory Meichtry      | Lars Beskow           | Oliver Henzler        |
| 7.  | 9 kwietnia 2017 | Grandvalira | Gregory Meichtry      | Marc Amann            | Jeffrey Mika          |

#### Kategoria SDHJ (Speed Downhill Junior)
| Lp. | Data            | Miejscowość | 1. Miejsce            | 2. Miejsce            | 3. Miejsce            |
| --- | --------------- | ----------- | --------------------- | --------------------- | --------------------- |
| 1.  | 6 marca 2017    | Sun Peaks   | Rydr Strobl           | Skyler Wallinder      | Jonantan Brunnberg    |
| 2.  | 7 marca 2017    | Sun Peaks   | Rydr Strobl           | Jan Glowczynski       | Skyler Wallinder      |
| 3.  | 8 marca 2017    | Sun Peaks   | Zawody się nie odbyły | Zawody się nie odbyły | Zawody się nie odbyły |
| 4.  | 23 marca 2017   | Idre        | Ugo Portal            | Jonantan Brunnberg    | Alvaro Garcia         |
| 5.  | 7 kwietnia 2017 | Grandvalira | Ugo Portal            | Killian Thiercelin    | Yoan Echantillon      |
| 6.  | 8 kwietnia 2017 | Grandvalira | Ugo Portal            | Tom Martinez          | Killian Thiercelin    |
| 7.  | 9 kwietnia 2017 | Grandvalira | Ugo Portal            | Tom Martinez          | Killian Thiercelin    |

### Kobiety

#### Kategoria S1 (Speed One)
| Lp.                                                     | Data            | Miejscowość | 1. Miejsce            | 2. Miejsce             | 3. Miejsce            |
| ------------------------------------------------------- | --------------- | ----------- | --------------------- | ---------------------- | --------------------- |
| 1.                                                      | 6 marca 2017    | Sun Peaks   | Valentina Greggio     | Celia Martinez         | Britta Backlund       |
| 2.                                                      | 7 marca 2017    | Sun Peaks   | Valentina Greggio     | Britta Backlund        | Hanna Matslofva       |
| 3.                                                      | 8 marca 2017    | Sun Peaks   | Zawody się nie odbyły | Zawody się nie odbyły  | Zawody się nie odbyły |
| 4.                                                      | 23 marca 2017   | Idre        | Valentina Greggio     | Karine Dubouchet Revol | Lisa Hovland-Uden     |
| 24 marca – 26 marca 2017 Mistrzostwa Świata 2017 – Idre |                 |             |                       |                        |                       |
| 5.                                                      | 7 kwietnia 2017 | Grandvalira | Valentina Greggio     | Celia Martinez         | Britta Backlund       |
| 6.                                                      | 8 kwietnia 2017 | Grandvalira | Valentina Greggio     | Britta Backlund        | Celia Martinez        |
| 7.                                                      | 9 kwietnia 2017 | Grandvalira | Valentina Greggio     | Celia Martinez         | Britta Backlund       |

#### Kategoria SDH (Speed Downhill)
| Lp. | Data            | Miejscowość | 1. Miejsce            | 2. Miejsce            | 3. Miejsce            |
| --- | --------------- | ----------- | --------------------- | --------------------- | --------------------- |
| 1.  | 6 marca 2017    | Sun Peaks   | Zawody się nie odbyły | Zawody się nie odbyły | Zawody się nie odbyły |
| 2.  | 7 marca 2017    | Sun Peaks   | Zawody się nie odbyły | Zawody się nie odbyły | Zawody się nie odbyły |
| 3.  | 8 marca 2017    | Sun Peaks   | Zawody się nie odbyły | Zawody się nie odbyły | Zawody się nie odbyły |
| 4.  | 23 marca 2017   | Idre        | Clea Martinez         | Justine Theillet      | –                     |
| 5.  | 7 kwietnia 2017 | Grandvalira | Clea Martinez         | Bianca Bonetti        | Martina Foldynova     |
| 6.  | 8 kwietnia 2017 | Grandvalira | Clea Martinez         | Bianca Bonetti        | Martina Foldynova     |
| 7.  | 9 kwietnia 2017 | Grandvalira | Clea Martinez         | Martina Foldynova     | Bianca Bonetti        |

#### Kategoria SDHJ (Speed Downhill Junior)
| Lp. | Data            | Miejscowość | 1. Miejsce            | 2. Miejsce            | 3. Miejsce            |
| --- | --------------- | ----------- | --------------------- | --------------------- | --------------------- |
| 1.  | 6 marca 2017    | Sun Peaks   | Mathilda Persson      | Thirza Ross           | Lisa Fournet Fayard   |
| 2.  | 7 marca 2017    | Sun Peaks   | Mathilda Persson      | Lisa Fournet Fayard   | Thirza Ross           |
| 3.  | 8 marca 2017    | Sun Peaks   | Zawody się nie odbyły | Zawody się nie odbyły | Zawody się nie odbyły |
| 4.  | 23 marca 2017   | Idre        | Mathilda Persson      | Ludivine Toche        | Anaïs Builles         |
| 5.  | 7 kwietnia 2017 | Grandvalira | Ludivine Toche        | Mathilda Persson      | Lisa Fournet Fayard   |
| 6.  | 8 kwietnia 2017 | Grandvalira | Mathilda Persson      | Ludivine Toche        | Lisa Fournet Fayard   |
| 7.  | 9 kwietnia 2017 | Grandvalira | Mathilda Persson      | Ludivine Toche        | Lisa Fournet Fayard   |

## Klasyfikacje

### Mężczyźni
| Lp. | Zawodnik             | Punkty |
| --- | -------------------- | ------ |
| 1.  | Bastien Montes       | 410    |
| 2.  | Simone Origone       | 395    |
| 3.  | Klaus Schrottshammer | 390    |
| 4.  | Manuel Kramer        | 385    |
| 5.  | Ivan Origone         | 322    |
| 6.  | Philippe May         | 200    |
| 7.  | Reto Eigenmann       | 178    |
| 8.  | Erik Backlund        | 140    |
| 9.  | Jan Farrell          | 126    |
| 10. | Jimmy Montes         | 119    |

| Lp. | Zawodnik         | Punkty |
| --- | ---------------- | ------ |
| 1.  | Gregory Meichtry | 400    |
| 2.  | Lars Beskow      | 341    |
| 3.  | Michel Goumoens  | 299    |
| 4.  | Marc Amann       | 280    |
| 5.  | Olivier Henzler  | 196    |
| 6.  | Daniel Schöll    | 195    |
| 7.  | Jeffrey Mika     | 171    |
| 8.  | Tawny Wagstaff   | 150    |
| 9.  | Drew Quenn       | 140    |
| 10. | Petr Urban       | 132    |
| ... |                  |        |
| 30. | Dariusz Duda     | 24     |

| Lp. | Zawodnik           | Punkty |
| --- | ------------------ | ------ |
| 1.  | Ugo Portal         | 400    |
| 2.  | Jonantan Brunnberg | 330    |
| 3.  | Axel Jechoux       | 258    |
| 4.  | Tom Martinez       | 200    |
| 4.  | Rydr Strobl        | 200    |
| 4.  | Killian Thiercelin | 200    |
| 7.  | Alvaro Garcia      | 190    |
| 8.  | Skyler Wallinder   | 140    |
| 9.  | Jan Glowczynski    | 125    |
| 10. | Yoan Echantillon   | 110    |

### Kobiety
| Lp. | Zawodniczka            | Punkty |
| --- | ---------------------- | ------ |
| 1.  | Valentina Greggio      | 600    |
| 2.  | Britta Backlund        | 390    |
| 2.  | Celia Martinez         | 390    |
| 4.  | Karine Dubouchet Revol | 315    |
| 5.  | Hanna Matslofva        | 260    |
| 6.  | Lisa Hovland-Uden      | 205    |
| 7.  | Sofia Hedgren          | 126    |
| 8.  | Janni-maria Heikkila   | 32     |

| Lp. | Zawodnik          | Punkty |
| --- | ----------------- | ------ |
| 1.  | Clea Martinez     | 300    |
| 2.  | Bianca Bonetti    | 220    |
| 3.  | Martina Foldynova | 200    |

| Lp. | Zawodnik            | Punkty |
| --- | ------------------- | ------ |
| 1.  | Mathilda Persson    | 580    |
| 2.  | Lisa Fournet Fayard | 370    |
| 3.  | Ludivine Toche      | 340    |
| 4.  | Anaïs Builles       | 210    |
| 5.  | Thirza Ross         | 140    |
| 6.  | Nicoline Nielsen    | 45     |
| 7.  | Thea Baad           | 40     |
| 8.  | Agnes Brandas       | 36     |
| 9.  | Eira Dougherty      | 32     |